# Oecetis filosa
Oecetis filosa là một loài Trichoptera trong họ Leptoceridae. Chúng phân bố ở miền Cổ bắc.